# Tambalacoque
Sideroxylon grandiflorum
Espèce
Classification phylogénétique
Le tambalacoque (Sideroxylon grandiflorum) est une espèce de plantes à fleurs de la famille des Sapotaceae. C'est un arbre d'une grande longévité endémique de l'île Maurice. Il est connu pour le fait que ses graines, durcies par le processus de ligno-subérification, ne peuvent germer qu'après ingestion par un oiseau (phénomène d'endozoochorie).
En 1973, on a établi que l'espèce était en voie de disparition. Il ne restait alors que 13 spécimens, tous âgés de 300 ans. Face à cet état de fait, le professeur américain Stanley Temple défendit l'explication selon laquelle seule l'ingestion des graines du tambalacoque par le dodo de l'île Maurice, disparu au XVIIe siècle, pouvait permettre leur germination. La chasse à la tortue, animal qui disperse aussi ces graines, a contribué.
Il fut par la suite démontré qu'on pouvait parvenir au même résultat en les faisant manger par des dindons américains. Si ceux-ci ne sont guère intéressés par les fruits du tambalacoque, ils sont bel et bien tentés par les graines. Ces dernières germent après être passées dans leur gésier.
Par ailleurs, la nécessaire intervention du dodo dans le processus naturel de germination a été contestée, certains auteurs estimant que la prétendue disparition de l'arbre avait été exagérée, d'autres suggérant que plusieurs tortues, pteropodidés ou perroquets indigènes disparus participaient auparavant à la dispersion des graines.
Experts du milieu naturel mascarin, Strahm et Cheke ont surtout établi que si les tambalacoques sont effectivement plutôt rares, de nombreux spécimens ont poussé depuis la disparition du dodo, pas seulement treize. La raréfaction de l'arbre pourrait être due à la concurrence avec les autres plantes et à l'introduction de cochons sauvages et de singes dans l'île.
En tout cas, des techniques manuelles permettent depuis lors d'obtenir la germination des graines du tambalacoque. L'espèce est donc sauve, même si les nouveaux spécimens n'ont pas encore donné de graines.

## Synonymes

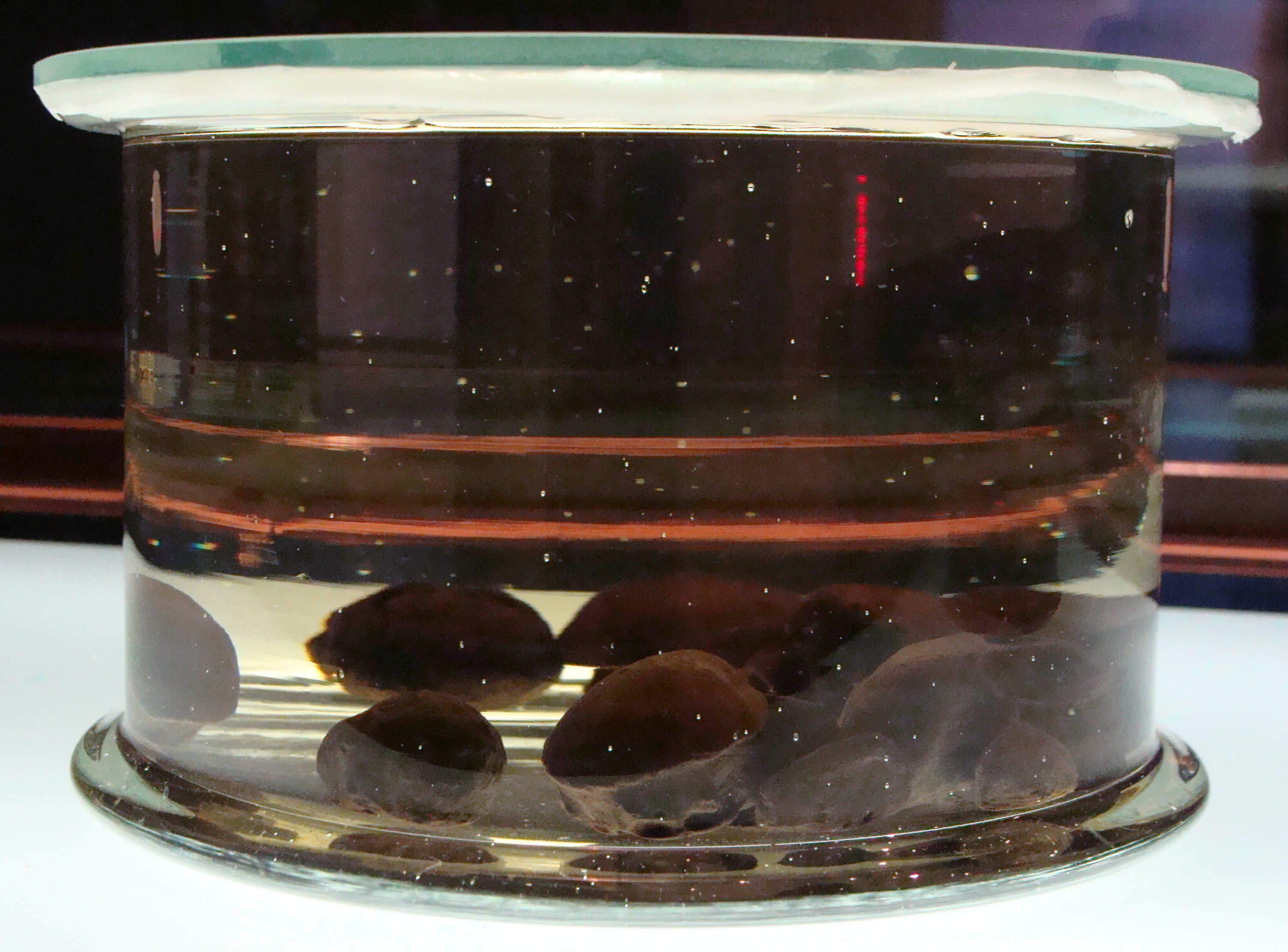
Graines de tambalacoque au muséum d'histoire naturelle de Leyde.

- Calvaria grandiflora (A.DC.) Dubard
- Sapota lessertii A.DC.
- Sideroxylon annithomae Aubrév.
- Sideroxylon lessertii (A.DC.) Baker